# Joseph Grandgagnage
François-Charles-Joseph Grandgagnage (Namen, 20 juni 1797 — Embourg, 19 februari 1877) was een Belgisch schrijver en jurist. Grandgagnage is tegenwoordig vooral bekend door zijn Wallonnades, een bundel van humoristische gedichten. Grandgagnage staat ook bekend als degene die de benaming 'Wallonie' introduceerde, wat door latere filologen werd overgenomen.
Grandgagnage interesseerde zich onder meer voor archeologie, plantkunde en ornithologie. In 1845 was hij een van de oprichters van de Société archéologique de Namur, waaraan hij bij zijn overlijden een collectie schilderijen, tekeningen, medailles en diverse andere items naliet. De rue Grandgagnage in Namen is naar hem genoemd.

## Carrière als jurist
Grandgagnage doctoreerde in de rechten aan de Rijksuniversiteit Luik. In 1823 werd hij substituut van de procureur des Konings te Namen, zeven jaar later raadsheer aan het hof van beroep in Luik. Toen hij al met pensioen was gegaan, mocht hij alsnog de eerste voorzitter worden van deze rechtbank. In 1864 werd hij lid van de Association pour l'abolition de la peine de mort, een organisatie die streed voor de afschaffing van de doodstraf.

## Werk
Als schrijver ijverde Grandgagnage voor de opname van Belgische 'particularismen' in het Standaard Frans van Parijs. Door uitdrukkingen en woorden uit het Waalse dialect (met name van de regio Luik) in zijn literair werk op te nemen, werd hij een van de pleitbezorgers van een Belgische, Franstalige literatuur met eigen vorm en thema's. De taal waarin hij schreef, noemde hij zelf 'gallo-Waals'.
- Voyages et aventures de M. Alfred Nicolas au Royaume de Belgique (1835)
- Wallonnades (1845)
- Coutumes de Namur et de Philippeville (1869-'70)

## Familie
Grandgagnage is een neef van taalkundige Charles Grandgagnage, oprichter van de toenmalige Société Liégeoise de Littérature Wallonne.